# Hayley Westenra
Hayley Dee Westenra (født 10. april 1987 i Christchurch i New Zealand) er en sopransanger og sangskriver fra New Zealand. Hun er også UNICEF-ambassadør. Hendes første internationale album, Pure, nåede førstepladsen på Storbritanniens UK Classical-listen i 2003 og har solgt mere end 2 millioner kopier over hele verden. Pure er den hurtigst solgte internationale debut til dags dato, og gjorde Westenra til en international stjerne allerede som 16-årig.

## Biografi
Westenra har rødder i New Zealand og på Irland. Hendes familie har en historie inden for musik: Westenras mormor Shirley Ireland var sangerinde, og hendes farfar var pianist, men spillede tillige accordion.
Hendes musikalske karriere begyndte i 6-års alderen, da hun fik rollen som "Little Star" i juleforestillingen i sin skole. Efter opførelsen kontaktede en lærer, som havde set denne, hendes forældre og fortalte dem, at deres datter var meget talentfuld. Læreren opfordrede Westenra til at lære at spille et musikinstrument for at udvikle sine evner, og hun lærte at spille violin, piano, og blokfløjte.
Da hun var 12 år gammel indspillede Westenra demoen Walking in the Air i et professionelt studio for familie og venner. Først betalte hendes forældre for 70 eksemplarer til uddeling blandt venner og familie, umiddelbart der efter købte de 1000 eksemplarer mere til videresalg og reklamevirksomhed. Westenra og hendes søster Sophie spillede på gaden i Christchurch og kunne der sælge en del af de 1000 albums. De to tiltrak sig et stort publikum, og en journalist fra Canterbury Television fik Westenra til optræden i TV.
Et PR-firma for koncerter blev interesserede i at arbejde med Westenra. Umiddelbart efter, at hun havde mødt repræsentanter for Universal New Zealand, blev hun tilbudt en pladekontrakt.
Westenras internationale gennembrud kom efter, at hun havde indgået en aftale med Decca Records og udgivet Pure (2003). Deccas britiske VD var imponeret af hendes stemme da de skrev kontrakt med hende. Albummet blev det hurtigst sælgende internationale debutalbum i Storbritanniens historie inden for genren klassisk musik.

## Diskografi

### Album

#### Regionale album
| År   | Albumtitel | Andet | Region (sted) |
| ---- | --- | --- | ------------- |
| 2000 | Walking in the Air                                                                                             | En uafhængigt produceret "demo", i to udgaver: en med 70 kopier benævnt Hayley Dee Westenra, den anden i 1000 kopier med titlen Hayley Westenra. Sangene på begge udgivelser var de samme. Dette album var aldrig planlagt udgivet officielt, kun anvendt som "demo". | New Zealand   |
| 2001 | Hayley Westenra                                                                                                | Hendes allerførste studioalbum; var ikke lavet for international lancering. Blev også udgivet i kassetteformat. | New Zealand   |
| 2001 | My Gift to You                                                                                                 | Julealbum; var ikke produceret for international lancering. | New Zealand   |
| 2004 | Wuthering Heights                                                                                              | Omtales som et "mini-album" ifølge biografien. Beregnet for det japanske marked. | Japan         |
| 2006 | Crystal | For det japanske marked. | Japan         |
| 2007 | Amazing Grace – The Best of Hayley Westenra                                                                    | | Japan         |
| 2007 | Prayer | Indeholder sange, som ikke tidligere var blevet udgivet i Japan. | Japan         |
| 2008 | Hayley sings Japanese Songs                                                                                    | Dette album indeholder Hayleys engelske oversættelser af japanske popsange. | Japan         |
| 2009 | Hayley sings Japanese Songs 2                                                                                  | CD og DVD med japanske sange, opfølgeren til hendes album fra 2008. | Japan         |
| 2009 | Winter Magic (Japanese: Fuyu No Kagayaki – Koibito Tachi No Pure Voice; 冬の輝き – 恋人たちのピュア・ヴォイス) | I to udgaver: regional og begrænset | Japan         |

| År   | Albumtitel                                        | Notes |
| ---- | ------------------------------------------------- | --- |
| 2003 | Pure                                              | Hendes første udgivelse uden for New Zealand og Australien; toppede listerne med #1 NZ, #7 AUS, #7 UK, #70 US. Også udgivet i kassetteformat. |
| 2005 | Odyssey                                           | Udgivet den 8. august i New Zealand; udgivet 18. oktober i USA; nåede listeplaceringerne #1 NZ, #10 UK. Også udgivet i kassetteformat. |
| 2005 | Hayley Westenra - Live from New Zealand           | DVD; koncertoptagelser fra New Zealand; inkluderede også biografisk information som ekstramateriale. |
| 2007 | Celtic Woman: A New Journey                       | Westenra kom med i musikgruppen Celtic Woman ved produktionen af deres tredje DVD, A New Journey |
| 2007 | Treasure                                          | Hendes tredje internationale album, udgivet i Storbritannien den 26. februar og i USA den 13. marts (under titlen Celtic Treasure) Den 26. marts toppede Treasure listerne i New Zealand, og har hidtil opnået 2 X platinum (35.000 solgte kopier) i New Zealand. Albummet nåede s #9 i UK. |
| 2008 | River of Dreams: The Very Best of Hayley Westenra | En samling af de såkaldte bedste af Hayley Westenras hitsange fra hendes tidligere albums, men også en del nye sange. Dette album nåede plads #24 i UK. |
| 2009 | Winter Magic                                      | Julealbum |
| 2011 | Paradiso                                          | |
| 2013 | Hushabye                                          | |

### Singler
| År   | Titel                            | Region (sted) |
| ---- | -------------------------------- | ------------- |
| 2003 | "Amazing Grace"                  | Japan         |
| 2005 | "Wiegenlied"                     | Japan         |
| 2009 | "Nemunoki no Komori Uta/Tsubomi" | Japan         |

### Medvirken på andre udgivelser
| År   | Medvirker i                                    | Andet |
| ---- | ---------------------------------------------- | --- |
| 2003 | Russell Watson Live                            | Sang «I Dreamed a Dream» og en duet med Watson i sangen "Pokarekare Ana" |
| 2004 | Nussknacker und Mausekönig                     | Sang "Peaches and Creamy World" |
| 2005 | Mulan II (soundtrack)                          | Sang "Here Beside Me" |
| 2005 | The Merchant of Venice (2004 film)(Soundtrack) | Sang "Bridal Ballad" |
| 2005 | Lilo & Stitch 2: Stitch Has a Glitch           | Sang "Always" |
| 2006 | The New World(film) soundtrack                 | Sang "Listen to the Wind" |
| 2007 | Celtic Woman: A New Journey                    | Er med og sang med på sangene "The Sky and the Dawn and the Sun", "Over the Rainbow", "Beyond the Sea", "The Last Rose of Summer", "Spanish Lady", "Mo Ghile Mear" og "You Raise Me Up". Hun synger solo "Scarborough Fair" og "Lascia ch'io pianga" |
| 2007 | West Side Story (musical)                      | Sang i rollen som Maria |
| 2007 | Endless Ocean                                  | Sang flere sange som "Prayer" og "Pokarekare Ana" |
| 2007 | Music of the Spheres (Mike Oldfield album)     | Sang "On My Heart" og "On My Heart (reprise)" |
| 2008 | Passione                                       | Sang "Be My Love" med Mario Frangoulis |
| 2008 | Tenor at the Movies                            | Sang "Un Giorno Per Noi" fra Romeo and Julie med Jonathan Ansell |
| 2008 | Songs of Praise                                | Sang "Abide With Me", fra hendes album Treasure |
| 2008 | Shadows From The Sky                           | Spillefilm optaget i Nordirland, England og Australien, planlagt lanceret i 2010. Hayley ‘spiller’ sig selv, og dele af hendes koncerter i Nordirland i 2008 er med.                                                                                 |
| 2009 | Nativity! soundtrack                           | Sang "Silent Night" fra Winter Magic og "One Night One Moment" |
| 2009 | Songs of Praise                                | Søndag 11. januar |
| 2009 | Lee Mead Nothing Else Matters                  | Sang "When The Stars Go Blue" med Lee Mead |
| 2010 | Karl Jenkins Gloria                            | Sang "I'll Make Music" alene |